# Маймин, Евгений Александрович
Евге́ний Алекса́ндрович Маймин (19 сентября 1921, Воронеж — 3 января 1997, Псков) — советский и российский литературовед, писатель, профессор Псковского государственного педагогического института им. С. М. Кирова, доктор филологических наук, заслуженный деятель науки РСФСР (1989), член Союза писателей СССР. Автор монографий об А. С. Пушкине, Л. Н. Толстом, А. А. Фете, о русской философской поэзии, книг об эстетике, об основах литературного анализа. Прозаик и мемуарист.

## Биография

### Ранние годы
Евгений Александрович Маймин родился в Воронеже, его мать умерла при родах, в возрасте шести месяцев Евгений был привезен отцом и его новой женой, заменившей мальчику мать, в Ленинград. Отец решил организовать небольшое торговое предприятие, был за это арестован во времена НЭПа, вернулся домой уже перед войной. Детство Евгения было бедным и трудным, семья Майминых жила в комнате в коммуналке вблизи Витебского вокзала. В школе на Фонтанке, известной традициями хорошего образования, Евгений подружился со многими замечательными людьми, в том числе со Львом Малаховским, ставшим потом талантливым лингвистом. В 1939 году Евгений окончил школу и поступил на исторический факультет ЛГУ.

### Служба в армии
Вскоре был призван в армию (так называемый «Ворошиловский призыв»), участвовал в советско-финской, затем Великой Отечественной войне. Он был морским пехотинцем, полковым разведчиком, артиллеристом, был трижды ранен, награждён орденом Отечественной войны 1-й степени и десятью медалями. 

### Научно-педагогическая деятельность
В 1945 году Маймин вернулся в университет, уже на филологический факультет, где в это время преподавали выдающиеся ученые — Б. М. Эйхенбаум, Б. В. Томашевский, Н. И. Мордовченко, Г. А. Бялый, В. Я. Пропп, Б. Д. Греков, С. Я. Лурье, А. А. Смирнов. На одном курсе вместе с ним учились в те годы Ю. М. Лотман, Н. Б. Томашевский, Л. А. Дмитриев, М. Г. Качурин. Окончив с отличием университет в 1950 году, Маймин пять лет преподавал русский язык и литературу в Ломоносовском мореходном училище ВМС, затем работал в Выборгском пединституте, а с 1957 года на протяжении сорока лет — преподавателем кафедры литературы Псковского педагогического института. 

В 1954 году защитил кандидатскую диссертацию «Роман Л. Н. Толстого „Воскресение“ (Вопросы художественного метода, стиля и мастерства)». В 1965—1983 годах он заведовал кафедрой литературы Псковского педагогического института, а в 1971 году — докторскую диссертацию «Поэты-любомудры и философское направление в русской поэзии 20-30-х годов XIX века».
Маймин создал научную школу, продолжающую традиции исследований русской литературы XIX-XX веков. В 60-70-е годы он был организатором Пушкинских конференций и изданий Пушкинских сборников. В Псков приезжали и печатались В. Д. Левин, А. П. Чудаков, Н. И. Михайлова, Ю. Н. Чумаков, Л. С. Сидяков, П. С. Рейфман, Н. Д. Тамарченко, З. Г. Минц, Ф. П. Федоров, Л. А. Дмитриев. С лекциями в Псковский пединститут приезжали известные литературоведы, в 60-70-е годы курсы лекций читал бывший однокурсник Е. А. Маймина, профессор Тартуского университета Ю. М. Лотман. 
Вот как вспоминала об этом сотрудничестве Лариса Ильинична Вольперт:

Вообще между Тарту и Псковом установились отношения не совсем обычные, редкая научная близость: кафедралы „взаимно“ участвовали в конференциях, „взаимно“ оппонировали, печатались взаимно в сборниках.
Дружба, общение и переписка связывали Маймина с Надеждой Мандельштам, которая в 1962-64 годах работала в Псковском пединституте, с Д. С. Лихачёвым, проводившим в 1970-е годы выездные заседания древнерусского сектора Института русской литературы (Пушкинского Дома) в Пскове, с Д. Е. Максимовым, А. В. Чичериным, О. Б. Эйхенбаум, А. И. Опульским, Л. Я. Гинзбург и другими выдающимися людьми.

### Семья
Дочь Екатерина Дмитриева (род. 1958) — литературовед, член-корреспондент РАН.

## Награды и звания
- Орден Отечественной войны 1-й степени, медали[4]
- Заслуженный деятель науки РСФСР

## Память

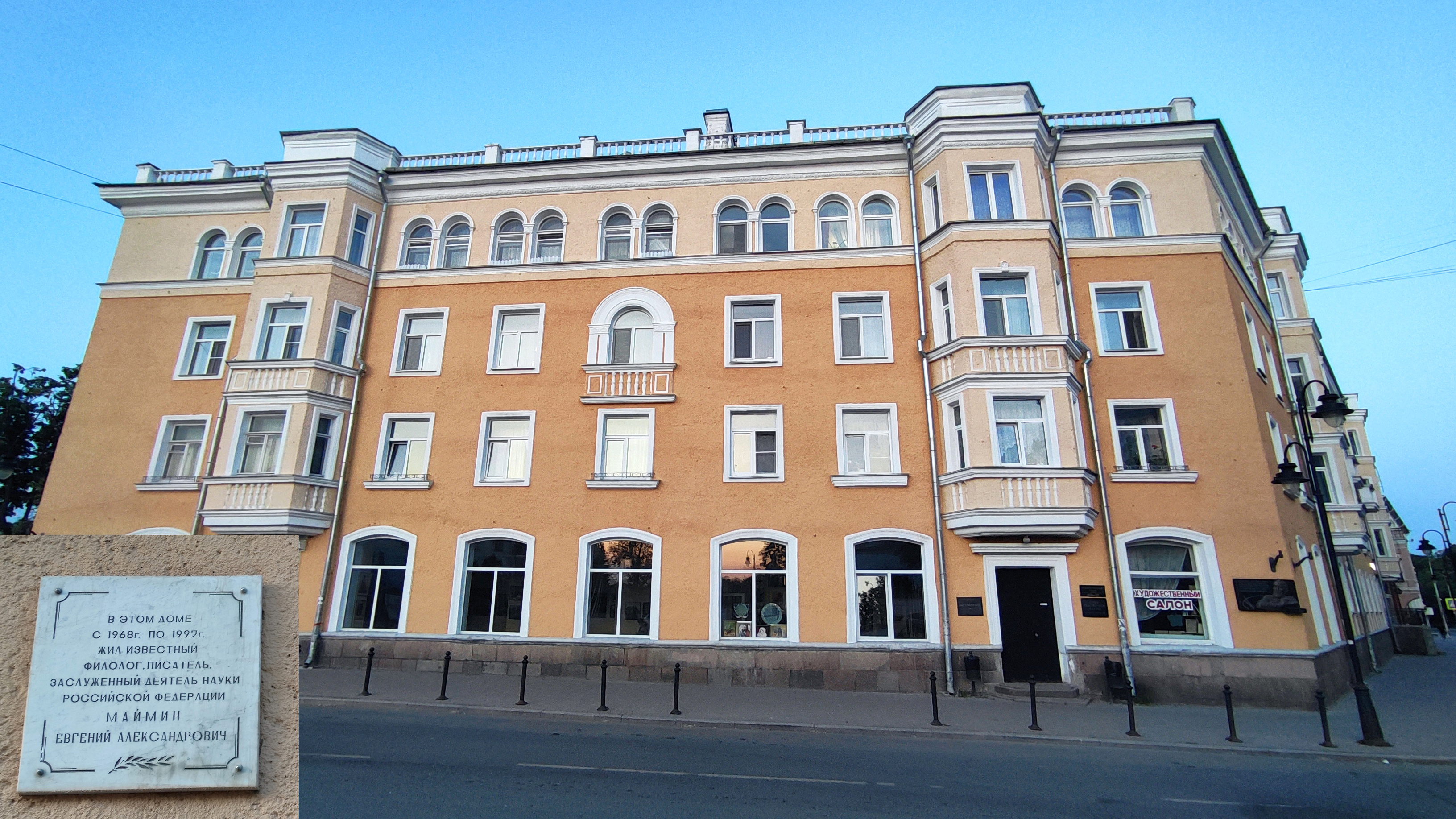
Мемориальная доска памяти Е. А. Маймина на доме, где он жил в Пскове

- В Пскове на доме, где жил Маймин, установлена мемориальная доска[13]
- С 1996 года в Пскове проходят Майминские чтения[14].
- Именем Маймина назван Открытый институт русского языка и культуры[15] — научно-просветительский центр, который является структурным подразделением Псковского государственного университета и объединяет гуманитарные научные и педагогические силы Псковского региона